# Laguna Potrok Aike
Laguna Potrok Aike är en sjö i Argentina.   Den ligger i provinsen Santa Cruz, i den södra delen av landet, 2 200 km sydväst om huvudstaden Buenos Aires. Laguna Potrok Aike ligger 112 meter över havet. Arean är 7,1 kvadratkilometer. Den sträcker sig 3,2 kilometer i nord-sydlig riktning, och 2,9 kilometer i öst-västlig riktning.
Trakten runt Laguna Potrok Aike består i huvudsak av gräsmarker. Trakten runt Laguna Potrok Aike är nära nog obefolkad, med mindre än två invånare per kvadratkilometer.